# Amerikaanse gouverneursverkiezingen 2013
De Amerikaanse gouverneursverkiezingen 2013 werden gehouden op dinsdag 5 november 2013 in de staten New Jersey en Virginia.

## Uitslag
| Staat      | Huidige gouverneur | Partij      | Status                                                          | Kandidaten                                           |
| ---------- | ------------------ | ----------- | --------------------------------------------------------------- | ---------------------------------------------------- |
| Virginia   | Bob McDonnell      | Republikein | Zittende gouverneur niet herkiesbaar, Democratische overwinning | Ken Cuccinelli (R) 45,3 % Terry McAuliffe (D) 47,7 % |
| New Jersey | Chris Christie     | Republikein | Zittende gouverneur herkozen                                    | Chris Christie (R) 60,4% Barbara Buono (D) 38,1 %    |